# Grab (rijeka)
Grab je rječica u Triljskom kraju, koja teče kroz istomeno naselje Grab.
Grab izvire kod mjesta Grab. Iznad modrog dubokog oka iz kojeg Grab bešumno izvire, ledena je voda. Nad njim se nadvija ogromna strma litica. Tek nekoliko metara nizvodno je vodopad. Voda se nastavljajući nizvodno mirno prelijeva iz bazena u bazen.

## Grabske mlinice
Nekoliko stotina metara nizvodno su 600 godina stare Grabske mlinice. Nizvodno od mlinica, rječica Grab krivuda kroz sjeveroistočni dio plodnog Sinjskog polja u kojem se na kraju svoga toka spaja s rijekom Rudom, koja kratko nakon toga utječe u Cetinu.
Mlinice, uvrštene u popis zaštićenih kulturnih dobara, su:
- Bugarinova mlinica
- Čosića mlinica
- Gornja Čosića mlinica
- Samardžića mlinica
- Ursića mlinica

## Vanjske poveznice
- TZ Trilj - Grab i Grabske mlinice (arhivirano 9. prosinca 2009.)